# Conrad Salinger
Conrad Salinger (* 30. August 1901 in Brookline, Massachusetts; † 17. Juni 1962 in Pacific Palisades, Kalifornien) war ein US-amerikanischer Komponist, Arrangeur und Dirigent. Er schuf einige namhafte musikalische Werke für das Kino der 1950er Jahre, darunter Kompositionen für Filme wie Mississippi-Melodie, Du und keine andere, Damals in Paris oder Das Leben ist Lüge.

## Leben und Karriere
Conrad Salinger wurde 1901 in Brookline, im Bundesstaat Massachusetts geboren. Als musikalischer Absolvent von Harvard im Jahr 1923 ging Salinger bald darauf nach Europa und studierte am Pariser Konservatorium unter André Gedalge. Erst 1929 kehrte er aus Frankreich in die USA zurück, wo er in New York eine Arbeit als Arrangeur für den Harms Musikverlag annahm. Als Arrangeur machte er sich schnell mit sämtlichen gängigen musikalischen Stilrichtungen vertraut, was ihn bei seiner Arbeit als vielseitiger Arrangeur am Broadway von 1932 bis 1937 auszeichnete. 1937 ging er nach Hollywood. 1938 nahm ihn MGM als Orchestrierer und Komponist langfristig unter Vertrag. Zu Beginn seiner Karriere arbeitete Salinger noch häufig im Hintergrund ohne musikalische Credits oder Erwähnung im Film. Oft definierte sich sein Tätigkeitsfeld in Zusammenarbeit mit Roger Edens und unter der Schirmherrschaft der Produktionseinheit von Arthur Freed. Erst Ende der 1940er trat er dann selbst mit eigenen Kompositionen ins Rampenlicht. Von 1948 an schrieb Salinger die Musik für Filme wie Summer Holiday, Anwalt des Verbrechens, Stärker als Ketten, Du und keine andere, Der scharlachrote Rock oder Gaby. Zum Ende der 1950er Jahre hin komponierte Salinger dann überwiegend die Musik für Fernsehfilme und Fernsehserien. 1951 wurde er zusammen mit Adolph Deutsch für seine Arbeit für das Musical Mississippi-Melodie von Regisseur George Sidney mit einer Oscar-Nominierung geehrt.
Salinger komponierte in seiner Karriere die Musik zu rund einem Dutzend Kinofilmen, orchestrierte die Musik für 140 Filme, und steuerte darüber hinaus bei über 30 Produktionen zusätzliche Musik zum Film bei, ohne dafür in den Credits Erwähnung zu finden. Zusammen mit dem Komponisten und Arrangeur Johnny Green gehörte er in den 1940er und 1950er Jahren zu den prominentesten Vertretern seines Faches in Hollywood. Salinger starb am 17. Juni 1962 an einem Herzinfarkt im Schlaf. Er wurde 60 Jahre alt.

## Auszeichnungen
- 1952: Oscar-Nominierung in der Kategorie Beste Filmmusik (Musical) bei der Verleihung 1952 für Mississippi-Melodie zusammen mit Adolph Deutsch

## Filmografie (Auswahl)

### Kino
- 1945: Yolanda und der Dieb (Yolanda and the Thief) (als musikalischer Direktor)
- 1946: Bis die Wolken vorüberzieh’n (Till the Clouds Roll By)
- 1947: Good News
- 1948: Summer Holiday
- 1949: Kuß um Mitternacht (That Midnight Kiss)
- 1949: Spiel zu dritt (Take Me Out to the Ball Game)
- 1950: Nancy geht nach Rio (Nancy Goes to Rio)
- 1950: Liebeslied auf Tahiti (Pagan Love Song)
- 1951: Mississippi-Melodie (Show Boat)
- 1951: Anwalt des Verbrechens (The Unknown Man)
- 1951: Der Mann in Schwarz (The Man with a Cloak) (Orchesterleiter)
- 1952: Die Schönste von New York (The Belle of New York)
- 1952: Stärker als Ketten (Carbine Williams)
- 1952: Washington Story
- 1953: Du und keine andere (Dream Wife)
- 1953: Küß mich, Kätchen! (Kiss Me Kate)
- 1954: Tennessee Champ
- 1954: Damals in Paris (The Last Time I Saw Paris)
- 1955: Der scharlachrote Rock (The Scarlet Coat)
- 1956: Gaby
- 1958: Das Leben ist Lüge (Lonelyhearts)

### Fernsehen
- 1959: Wagon Train (Fernsehserie, 3 Episoden)
- 1960: Startime (Fernsehserie, 1 Episode)
- 1960: The Slowest Gun in the West (Fernsehfilm)
- 1960–1962: Bachelor Father (Fernsehserie, 65 Episoden)
- 1962: General Electric Theater (Fernsehserie, 1 Episode)